# Монастир Святого Іоанна (Ялта)
Монастир Святого Іоанна — руїни X—XIII століття, що були розташовані на мисі Іоанна в Ялті на Південному узбережжі Криму. Нині місце, де був монастир, перебуває у центрі Ялти і щільно забудоване. Датування пам'ятника зроблено за аналогією з іншими подібними монастирями Південного берега. Існує точка зору, що у середньовіччі Монастир Святого Іоанна і Палекур являли собою одне укріплення, що проіснувало до XV століття і було опорним пунктом генуезців.

## Історія вивчення
Відомості про церкву св. Іоанна в Ялті містяться ще у «Відомості …» 1783 року, але опубліковані тільки в 1886 році. Перше повідомлення про руїни залишив Петер-Симон Паллас у книзі «Спостереження, зроблені під час подорожі південними намісництвами Російської держави в 1793—1794 роках», як переказ про зруйнований під час російсько-турецької війни 1768—1774 роках монастир
|  | Грецьку церкву, що знаходилася тут, під час передостанньої турецької війни випадково знищив пороховий вибух, і тепер видно її залишки на скелі біля моря. |

Павло Сумароков також переповідає легенду про облогу та здачу туркам захисників укріпленого монастиря, згодом убитих, та описує руїни
|  | При кручі, у середині руїн фортечної огорожі, стоять ще стіни церкви св. Іоанна |

Петро Кеппен у книзі «Про давнину південного берега Криму і гір Таврійських» 1837 року фактично переказує повідомлення Палласа. Василь Кондаракі в «Універсальному описі Криму» 1875 згадує замок, від якого «нині залишилися тільки сліди фундаменту». Микола Ернст у книзі «Соціалістична реконструкція Південного берега Криму» 1935 року писав про «руїни стародавнього укріплення і церкву на мисі св. Іоанна», руїни згадував Микола Рєпніков в «Археологічній карті Південного берега Криму» 1933 року.